# 邓州市
邓州市，古称邓或穰，是中国河南省南阳市代管的一个县级市，邓州在河南省是省直管县之一，总面积约2300平方公里，总人口約125万人。地处南阳盆地中南部，位于河南省西南部，河南省和湖北省交界部位，东际淮海，南控荆襄，西通巴蜀，素有“三省雄关”之称，乃豫州之雄镇。邓州左襟白河，右带丹江，江汉环其前，伏牛耸其后，宛桐障其左，郧谷拱其右，江汉之上游，襄汉之藩篱，秦楚之扼塞，沃野百里，古代邓州地志将邓州描绘为天府首选之地。邓州在历史上曾被称为上郡、望郡和钜郡，是中州巨区和军事重镇。范仲淹的名句“先天下之忧而忧，后天下之乐而乐”便写于邓州的花洲书院，邓州也是全球华裔“邓姓”的发源地、医圣张仲景的故里，今日醫術仍盛行不輟。市人民政府駐新华中路100号。
近年，邓州先后被授予对外开放城市、改革开放特别试点市、省级历史文化名城、优先发展中等城市的试点市、河南省重点扩权市和对外开放重点市。2014年1月1日，邓州市成为河南省直管市，赋予省辖市享有的经济和财政管理权限。邓州市的经济发展以新能源、装备制造、生物医药、纺织化纤和仓储物流等产业为主导，逐步向丹江口库区区域中心城市的目标前进。

## 人口
根据第七次人口普查数据，截至2020年11月1日零时，邓州市常住人口为1247807人。

## 历史

### 远古至秦代
关于邓州，《山海经》和《史记》均有记载，根据邓州发现的八里岗仰韶文化遗址推断，在6400多年前邓州便有人类生存。夏、商、西周、春秋早期诸侯国邓国的国都就在邓州，邓国还有一个附属国鄾国（在今襄樊市北），
楚文王12年（公元前678年）楚国灭邓国，结束了邓国长达1274年的历史，随后楚国在今天邓州城区穰城路一带取“丰穰”之义设置“穰邑”，楚怀王十七年年（公元前312年）韩国袭楚，夺取穰邑；秦朝秦昭王11年（公元前296年）秦国打败韩国，取穰，穰遂为秦地，秦昭王三十五年（前272年），设置南阳郡（治宛），邓州隶属之，当时邓州境内设有三县，即穰县（治今邓州内城东南隅）、山都县（治今构林古村）和邓县（辖今构林以南）。
东汉建安二年（197年）曹操率大军发起“宛城之战”，围张绣于穰。邓州航运顺畅，湍河经新野汇白河入汉水再通长江，建安十三年（208年），曹操在穰城南郊开挖运粮河（今为小漕河），把邓州作为后方粮仓，为“赤壁之战”运粮草，供应前方作战。

### 南北朝至两宋

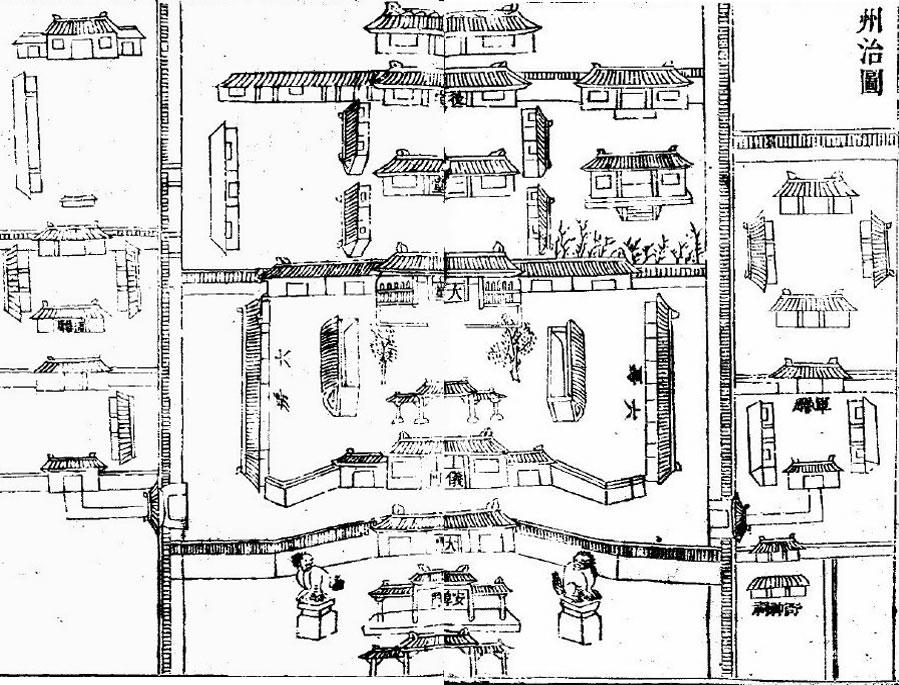
康熙年间邓州城示意图

南北朝时，北魏孝文帝从邓州区位、地理、物产等方面综合谋略，于太和二十一年（497年），把南北朝以前一直设在汉水以南的荆州治所侨置山北（今河南鲁山）（494年，因调兵之需，徙至洛阳），辖8郡41县达37年；而在南朝齐，穰随之成为当地的政治、经济、文化中心，为邓州历史上辖区最大的时期，自隋开皇三年至唐肃宗乾元元年（758年）的175年间，皆以穰城为治所，曾有三次置“以邓州为中心的南阳郡”；五代时，907年朱温废唐称帝建立后梁，梁太祖开平三年（909年）五月，升邓州为“宣化军节度”（相当于省级行政机构），治所设在穰，军区管辖泌州、随州、复州（今湖北天门市）、郢州和邓州，行政辖穰、南阳、向城、临湍、内乡、菊潭、淅川、顺阳（治所在李官桥）和新野共九县。后唐同光元年（923年）“宣化军”改称“威胜军”，后周广顺三年（953年）又改称“武胜军”，武胜军节度设在邓州长达323年，为南阳盆地的政治、经济、军事、文化中心达225年。
北宋初，仍设“武胜军”（治穰），领穰、内乡和南阳三县，徽宗崇宁年间（1102年-1106年）辖穰、南阳、内乡、顺阳和淅川五县，政和二年（1112年）将原为“上郡”的邓州升为“望郡”，庆历五年（1045年）十一月十四日，范仲淹在邓州上任，为邓州的人文历史写下了光辉的篇章；南宋初，邓仍归宋。绍兴十一年（1141年）十一月，宋、金议和，南宋对金称臣，将邓州割给金国，以邓州以西40里和以南40里为界，邓州处于金之前沿阵地，曾三设榷场（买卖交易的地方），与南宋互市。绍兴三十一年（1161年），金人被宋军击败，邓州复归南宋，二年后，金人南侵，这一带又归金国。金代的邓州，属南京路，州治于穰，并于此设武胜军节度。邓州时辖3县：穰（含顺阳、新野、穰东、板桥4大镇）、南阳（含张村镇）、内乡（含西峡口镇）。

#### 六次迁都邓州之议
自北魏至金朝，历代统治者曾六度考虑迁都邓州。

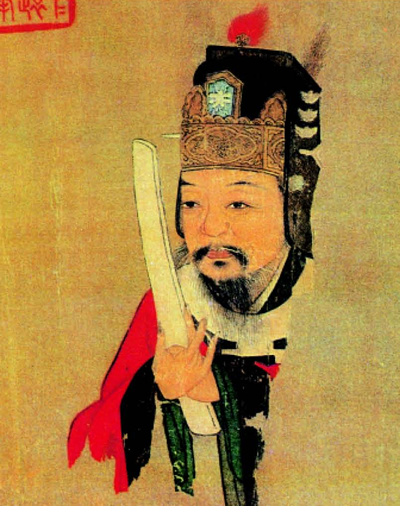
曾在邓州任知州的范仲淹

第一次：公元533年，高欢将入洛阳，北魏孝武帝为了避开高欢，接近荆州刺史贺拔胜，考虑迁都邓州穰城，但散骑侍郎柳庆劝武帝迁都长安，权衡利弊后，孝武帝最终决定迁都长安。翌年，高欢入洛阳，后建东魏于邺；
第二次：公元624年秋，突厥颉利和突利二可汗自宁夏固原侵入渭水以北，唐朝大臣认为突厥之所以觊觎关中，是因为关中太富饶，建议迁都他处，可选襄、邓一带。唐高祖同意了大臣的建议，但秦王李世民竭力劝阻，最终未能成行；
第三次：公元896年，唐朝左谏议大夫兼同平章事朱朴上书朝廷讨论迁都襄、邓之事。朱朴认为：“国步多艰，当迁都图存，襄、邓之地，实惟中原，人心质良，去秦咫尺，而有上洛为之限，永无夷狄侵轶之虞，此建都之极选也。”据《新唐书》称，唐昭宗确曾有意迁都襄、邓，但考虑到依靠赵匡凝以自全，且由于朱温的牵制而未能实现；
第四次：公元1126年正月（宋钦宗靖康元年），金国准备攻打开封。北宋宰相白时中、李邦彦等谋划奉皇帝之命出逃襄、邓，以避开金人的攻势，但遭留守李纲竭力阻止；十一月，金兵再次进攻，南道都总管张叔夜劝钦宗“暂诣襄、邓，以图西据长安”，但钦宗未给明确答复。第二年，北宋灭亡。
第五次：公元1127年，金兵逼近应天府（今商丘市），高宗欲迁都以避开金军，尚书右仆射兼中书郎李纲等人主张迁都襄、邓，说：“臣尝言车驾巡幸之所，关中为上，襄、邓次之，建康为下，陛下纵未能行上策，犹当且适襄、邓，以示不忘故都，以系天下之心。”李纲又谏曰： “今六飞纵未入关，当适邓、襄，以示不忘中原之意。近闻一二执政，劝陛下迁幸东南，果尔，则中原非我有矣！”但汪伯彦、黄潜善等人以避狄为由建议移都东南。李纲力争，以为不可迁都东南，请驻邓、襄，乃诏修邓州城。舍人刘珏亦抗言：“当今之要，在审事机爱日力为急务。南阳密迩中原，易以号召四方，又有长江天险，可以固守。” 士大夫大多都同意刘珏的观点。九月，金兵进军河阳，迫近东京。高宗下诏迁往淮甸，从汪伯彦、黄潜善之请。
第六次：公元1233年（金哀宗完颜守绪天兴元年），蒙古军围攻金国都城开封，元帅猪儿主张迁都归德（今河南商丘南），但丞相赛不和右司郎中白华等人主张入邓州。第二年，哀宗先逃至归德，又逃蔡州（今汝南县），又一次计划进入邓州，却在蔡州遭到宋、元联军的包围而未能成行，最后帝亡国灭。

### 元明清时期
元朝初至元十年（1273年），邓州隶属于襄阳府。至元十六年（1279年），邓州属河南江北行中书省南阳府管辖，府治在南阳（今宛城区），州治仍在穰。原领六县，有穰、南阳、内乡、淅川、西峡、顺阳等。后又领三县：穰、新野、内乡。其辖境相当于今天的邓州市及新野、内乡、西峡、淅川等县。明代，邓州属河南布政使司南阳府。洪武二年（1369年）二月，废穰县。十三年（1380年）十一月复置穰县。十四年（1381年）五月，复省穰县入州，穰县自此不再设。州领3县：新野、内乡、淅川。清代，邓州仍属河南布政使司南阳府。雍正后，为散州不领县。

### 民国和共和国时期
中华民国二年（1913年），改邓州为邓县，属豫南道。民国三年（1914年），改属汝阳道。民国十六年（1927年），直属河南省政府。民国二十二年（1933年），划为河南省第六行政督察区。民国三十六年（1947年），中国人民解放军占领河南的西南部。12月，于湍河南部置邓县。民国三十七年（1948年）元月，置邓北县。9月，置邓西县。民国三十八年（1949年）1月，撤销邓西县，辖区分别归邓北县、邓县。3月，邓县、邓北县合并为邓县，归属河南省南阳专区。1972年12月，九重、厚坡两个公社的56个大队、573个生产队划给淅川县。1988年11月17日，经中国国务院批准，撤销邓县，设立邓州市（县级市），由地级南阳市代管。2011年7月1日，邓州市成为河南省政府的试点直管县；自2014年1月起，邓州市成为河南省省直管试点县，赋予部分省辖市享有的经济和财政管理权限。2013年至2014年，三个邓州人在邓州市人民政府附近另立第二邓州市人民政府，后被判刑。

## 城防工事

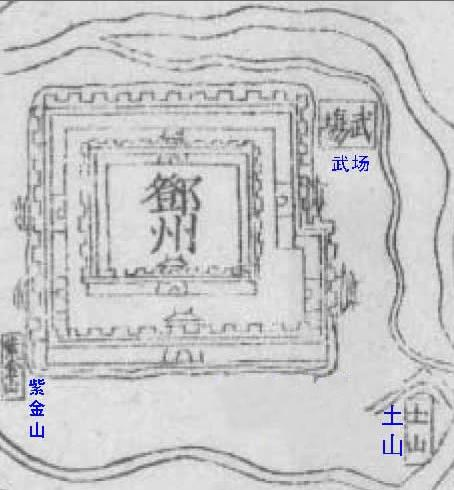
《嘉靖邓州志》邓州城图

邓州城位于湍河南岸，是双城墙和双护城河的“回”字形布局，分内外两城，现存护城河筑于明代。护城河水自邓州城西南刁河的堰口处开渠导引，环绕内外城河一周，然后注入湍河。元末，至正十一年（1351年）12月，邓州人王权（又名布王三）率领“北琐红军”起义并占领邓州城和南阳城，元帝派元将失剌巴都带领的元兵攻克鄧州城，因怕義軍再據城而反，就拆毀城池，焚燒房舍，世祖至元六年（1269年）由史天泽主导建筑的邓州外城在这场战火中被摧毁。明代洪武二年（1369年），朱元璋得知邓州城自元兵摧毁以来，无居守者将近二十年，又因为邓州是古代名郡，遂简选金吾右卫镇抚孔显守御邓州并兼任知州，同年11月孔显带领五十余人北上，在当地人的指引下找到邓州故城，遂在原址重建新城，洪武四年（1371年）夏，城池建成，周长2090米，此即为邓州内城。洪武六年（1373年），又将城砌为砖城，城磚系特制大型城牆磚，磚城城門拱處，其磚縫由鐵汁澆灌，堅固異常。另建四个城门楼，四个角楼，三个瓮城小楼，33个窝铺，1391个女墙（城墙上排列齿状的雉墙，作掩护用）。内城有四门，东为“迎旭门”，南为“拱阳门”，西为“平夷门”，北门因防湍水暴涨，又说因八卦方位不吉利，故久闭不开而无名，三个城门外都架有池桥。
明弘治十二年（1499年），知州吴大有以紫金山（今土城西南隅的堰月池，又名月牙池）为起点，围绕砖城，新筑起一座周长7500米的土城，外城辟五门，各门都有匾额。南为“南控荆襄门”，大东门为“东连吴越门”、大西门为“西通巴蜀门”、小东门为“六水环清门”，小西门为“金山浮翠门”。城内划为五关，有泮宫、时壅、咸熙、嘉靖、民夫、永康六街。至此，大城套小城的鄧州城池建制成爲定制，以後雖有增修擴建，但也僅限于附屬建築，内外城的布局，從未改變。民國28年（1939年）春，爲防止日寇以双城的优势占據縣城，縣政府奉命拆毀内、外城。民國36年（1947年），鄧縣地方民團部隊重修内外城，構築縱深工事，引水灌滿护城河。中華人民共和國成立初期，内外城保存尚好。之後，内城城牆逐步被拆毀，代之以民。

## 自然地理
邓州处于河南省西南部南阳盆地中部偏西地区，地理坐标价于北纬31°22′—32°59′， 东112°37′—112°20′之间。南北长69公里，东西宽67公里，总面积2294.4平方公里，“山少岗多平原广”为邓州市的地貌特点。邓州地势西北高东南低，西部的朱连山（海拔469.7米）为全市最高点，东南部最低处海拔85米。境内有大小河流29条。这些河流分别从北部或西部入境，汇集于东南部，注入白河，流入汉水。河流冲积形成平原，在北部、中部和东部形成大面积肥沃土地。土层深厚，土质为保水保肥性能强的潮土、黄老土和黑老土。

### 河流
湍河：发源于伏牛山腹地宝天曼的西北巅，出内乡县后，于罗庄乡岑子村流入邓州境内。
刁河：因水势迅猛故名，即南北朝时期北魏郦道元名著《水经注》中的朝水，发源于内乡县庙岗乡滚子岭，流经内乡县、淅川县、邓州市、新野县四县。唐德宗贞元十三年，吴少诚所开刁沟即此。又名文明河。距州西十五里，旧开小堰，引灌外城壕。
涅水：俗名“赵河”，源自镇平县岐棘山（五朵山），经涅阳故城南（今穰东镇），又东南经安众故城西，在东李洼村与严陵河交汇一同流入于湍河，东晋咸和七年，桓宣破石勒大将郭敬于涅水，就是此地。

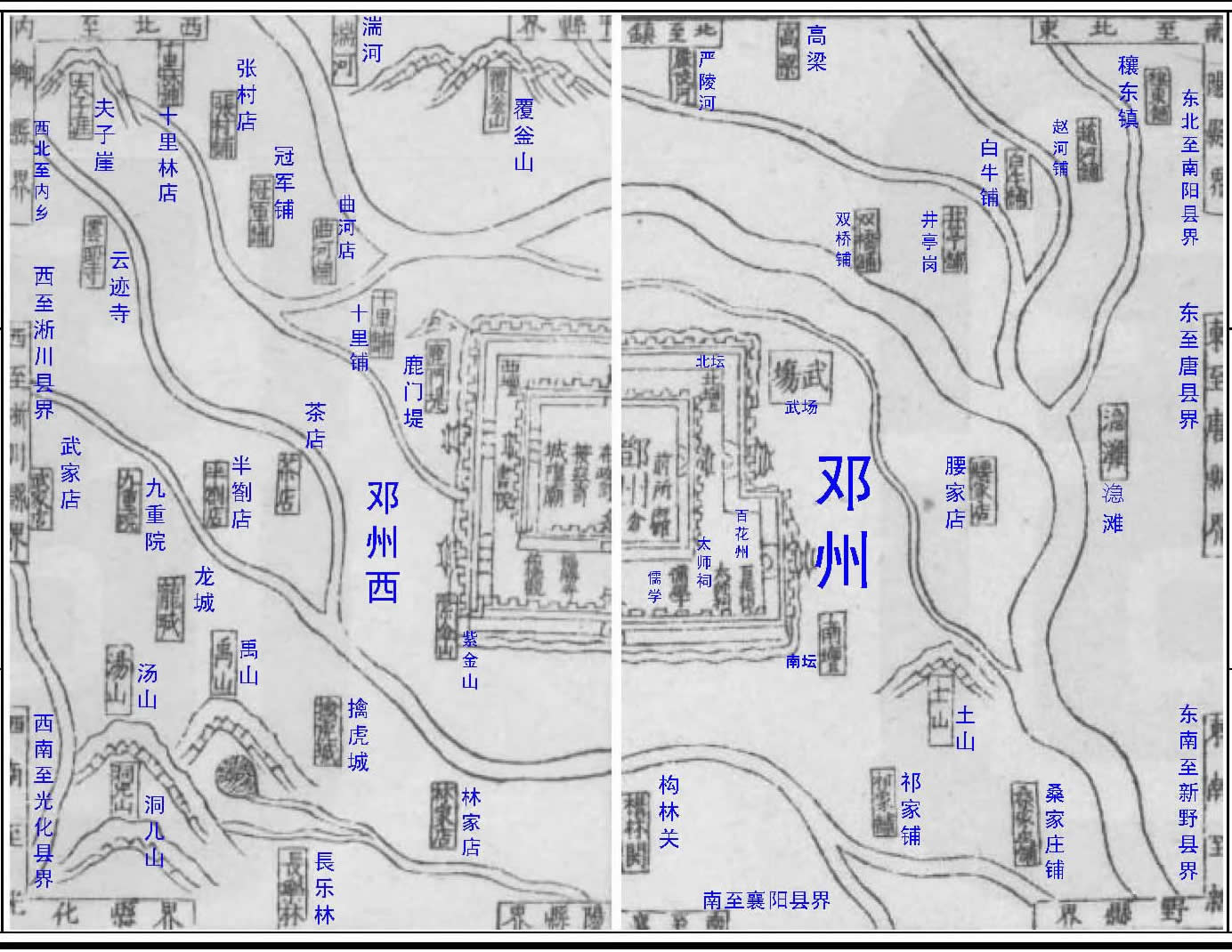
明代嘉靖43年（1564年）邓州地图

严陵河：源自镇平县五朵山，流经百余里，过白牛乡，在娘娘庙村与赵河交汇，世传严子陵钓于此故名。
沐河：又称默河，源自镇平县五朵山,经过马山口镇、王店镇、灌涨镇、最终在罗庄镇境内流入湍河，相传光武帝得龙马浴于此故名。
茱萸河：源自禹山，东南流经古代冠军县界，又东南径邓州南境而入新野县界，流经的主要乡镇有彭桥镇和陶营乡。
排子河：源自杏儿山，经林扒镇，过襄樊界，最终汇入白河，流进汉水。
爬鱼河：又名扒淤河或扒鱼河，古名曲河，源自内乡县，在曲河铺（今文渠镇）汇入湍河。

#### 山脉
灵山：在内乡县南境，邓州西北迤逦。
禹山：西南部，禹山上有禹王庙，山下有龙潭传说大禹治水时曾在此山驻扎，故名禹山。西十里为上禹山，山上也有大禹庙。
紫金山：是一座土山，位于邓州城西南隅，相传是楚文王为其妾“桃花夫人”建筑，并凿建了桃花洞。山上古柏森森，山下庙宇楼榭，山旁泉水潺孱，明清时期是邓州之绝胜，邓人宋状元贾黯少时常深夜借光苦读于此，登第后在此建书院。
洞儿山：俗称杏儿山、杏山，位于邓州西南约一百里。洞儿山绵延数十里，北抵三尖山。此山在古代有洞甚多，传孟琪曾用兵于此。明代嘉靖四十二年冬十月，邓州知州潘庭楠，在洞儿山、花墓山（内乡县）开挖煤洞。
析隈山：邓州南七十里，《名胜志》左传僖公二十五年，秦人过析隈，因记其地而名山。

### 语言
邓州全境语言统一，官方语言为汉语普通话，本土通行中原官话南鲁片方言。语音方面，区分尖团音，文白异读明显，保留部分入声痕迹。但由于靠近秦晋并接壤西南官话鄂北片地区，因此邓州方言语音较其它中原官话地区硬朗，语速更快，“略带秦音”，但又比南部接壤的西南官话片区平和易懂。语汇方面，融入部分晋语（如大量的圪头词）及西南官话语汇，与中原官话南鲁片其他地区又有相当不同（例如南阳话及其他中原官话片区中的标志性肯定词“中”，在传统的邓州方言中并不存在）。另外，邓州话词汇用语也颇具古风。

### 气候
邓州属亚热带季风型大陆性气候，受季风转换影响，寒往暑来，四季更迭分明，温暖湿润。年降水量723.8毫米，平均气温15.1℃，年平均日照1985.9小时，无霜期平均为229天。

## 行政区划
邓州市下辖3个街道办事处、21个镇、3个乡：
古城街道、花洲街道、湍河街道、罗庄镇、汲滩镇、穰东镇、孟楼镇、林扒镇、构林镇、十林镇、张村镇、都司镇、赵集镇、刘集镇、桑庄镇、彭桥镇、白牛镇、腰店镇、九龙镇、文渠镇、高集镇、夏集镇、陶营镇、小杨营镇、张楼乡、裴营乡、龙堰乡、南阳市黄牛良种繁育场和杏山旅游管理区。

## 经济

### 农业
农业是邓州市的基础产业，邓州市有耕地240万亩，省直管前是河南省最大的农业县（市）。传统上素有“东豆西芝麻，北烟南棉花”的说法。盛产辣椒、小麦、棉花、油料、烟草、豆类，被确定为国家粮食、黄牛、内贸烟储备基地、外贸烟出口生产基地和河南省棉花、芝麻生产重点市，为全国50个商品粮基地县之一，素有“粮仓”之称，是中国辣椒第一市和长江以北最大的蔬菜基地。邓州市的南阳黄牛较为有名，是全国秸杆养牛示范县（市）和优质牛基地，其中肉鲜味美，皮质优良。据2004年统计，全市黄牛饲养量达70余万头，以黄牛为主的畜牧业已成为邓州市五大支柱产业之一。邓州烟叶出口量占河南省70％以上，邓州市烟叶有质量好，颜色鲜等特点，曾在多次国际展览会上获得殊荣。

### 工业
目前邓州已初步形成食品加工、化工医药、棉纺服装、建材工业、烟草加工、造纸工业等六大工业体系。另外，邓州还大力发展“杨树经济”，并把具有一定工业基础的建材工业和造纸工业联系起来，使各种工业形成形成一个有机的产业链。
邓州规划的产业集聚区，面积达17平方公里，截至2010年，开发面积约6平方公里，该区的建设目标是立足邓州、面向豫西南、辐射中原地区的新兴制造业基地，丹江口库区及上游地区的区域性商贸物流中心，在河南省具有示范效应的宜产宜业宜居的现代化生态新城区,形成以纺织服装、食品、林板、机械制造、高新技术、物流、综合服务等产业协调发展的格局。

## 交通状况
邓州地处武汉、郑州、西安大三角和南阳、襄阳、十堰小三角的中心位置，交通较为发达。
- 铁路：焦柳铁路贯穿境内,设有邓州站；郑渝高铁设邓州东站，蒙华铁路设邓州西站。
- 公路：国道- 207国道、 328国道；高速- 二广高速、 内邓高速公路；省道- 335省道、 231省道、 248省道、 249省道穿境而过。
- 民航：距南阳机场、老河口机场均在60公里以内。

## 旅游名胜
- 花洲书院：由北宋政治家范仲淹捐资创办，范仲淹创作的《岳阳楼记》便诞生于此。[13]
- 福胜寺塔：于天圣年间（公元1023年—1027年）建造，福胜寺塔又称隋塔，是全国重点文物保护单位。[13]
- 八里岗遗址：位于城郊乡白庄村八里岗组湍河南岸，面积5万平方米，迄今清理的房屋基址绝大多数属仰韶晚期偏早阶段及庙底沟时期。[13]
- 台湾村：又名下营村，台湾村现居住着45户人家，共220人，占地46200平方米，系据称臺灣原住民族後裔的陈氏家族，现多被政府认定为高山族。[13]
- 吾离陵：发现于1957年，位于邓州市城区东南八里王村，吾离陵是邓国君主邓侯吾离的陵墓，吾离陵在《春秋》和《左传》中均有记载。[14]
- 杏山地质公园：位于邓州西南约50公里，紧邻南水北调中线工程渠首陶岔渠。公园以朱连山主峰为中心，海拨469.7米，由杏山岩溶景区、刘山水库景区、寨堡生态景区和禹山寨景区组成，是一座集岩溶地貌（石林、石丘、溶洞、溶巢）、典型底层剖面和地质构造为主，水体为辅，人文和生态为一体的综合性公园。[15]

- 花洲霖雨
- 铁祠春烟
- 金山浮翠
- 禹庙晴岚

- 湍水渔舟
- 六门返照
- 红崖胜概
- 竹洞禅关